# Shot of Love
Shot of Love — двадцять перший студійний альбом американського музиканта та автора пісень Боба Ділана, виданий 12 серпня 1981 року лейблом Columbia Records.

## Про альбом
«Shot of Love» вважається останньою відверто релігійною роботою Ділана. Крім того, в альбом є пісні і на цілком світські теми (від любових пісень до оди покійному коміку Ленні Брюсу). Аранжування в більшій мірі ро́кові і менше тяжіють до госпелу ніж два попередні альбоми.
Після виходу платівка отримала змішані відгуки: Пол Нельсон із Rolling Stone особливо активно критикував альбом, зробивши при цьому виключення для фінальної композиції «Every Grain Of Sand». «Shot of Love» досяг № 6 у Великій Британії, а в США продовжив комерційне зниження Ділана, піднявшись лиш до № 33.

## Список пісень
| Сторона 1 | Сторона 1 | Сторона 1  |
| #         | Назва | Тривалість |
| --------- | --- | ---------- |
| 1.        | «Shot of Love» | 4:18       |
| 2.        | «Heart of Mine» | 4:29       |
| 3.        | «Property of Jesus» | 4:33       |
| 4.        | «Lenny Bruce» | 4:32       |
| 5.        | «Watered-Down Love» | 4:10       |
| 6.        | «The Groom's Still Waiting at the Altar» (спочатку була випущена на B-side синглу «Heart of Mine» і була добавлена в альбом «Shot of Love» на перевиданні 1985 року і з того часу включена у всі наступні перевидання.) | 4:04       |

| Сторона 2 | Сторона 2             | Сторона 2  |
| #         | Назва                 | Тривалість |
| --------- | --------------------- | ---------- |
| 1.        | «Dead Man, Dead Man»  | 4:03       |
| 2.        | «In the Summertime»   | 3:36       |
| 3.        | «Trouble»             | 4:32       |
| 4.        | «Every Grain of Sand» | 6:12       |